# بي إم دبليو 328
بي إم دبليو 328 هي سيارة رياضية أنتجتها شركة بي إم دبليو من عام 1936 إلى عام 1940. يُنسب تصميم هيكلها إلى بيتر شيمانوسكي، الذي أصبح رئيس قسم التصميم في بي إم دبليو بعد الحرب العالمية الثانية (على الرغم من أن السيارة صُممت تقنيًا بواسطة فريتز فيدلر).

## معرض صور

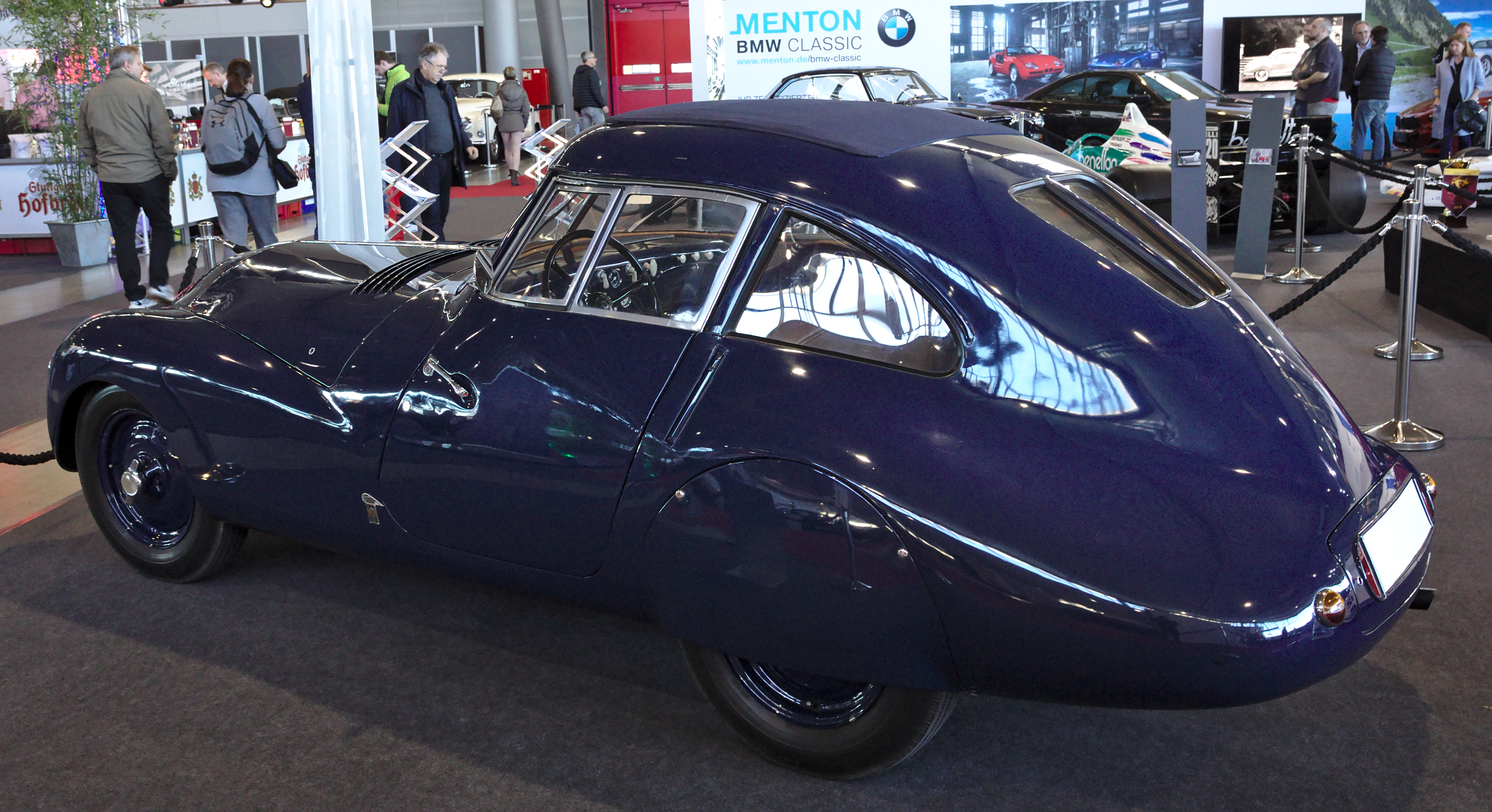
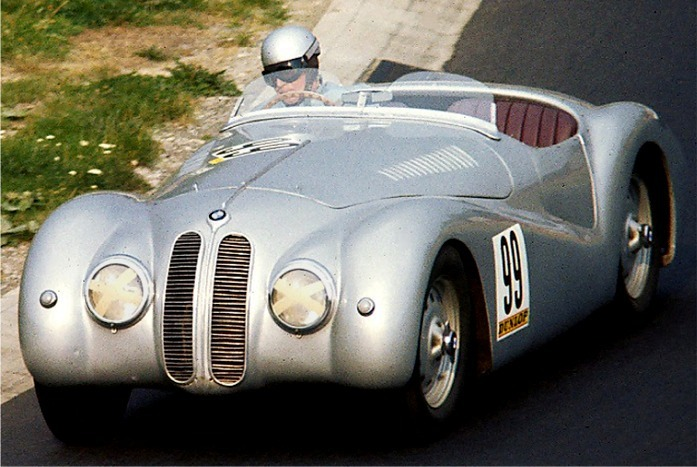
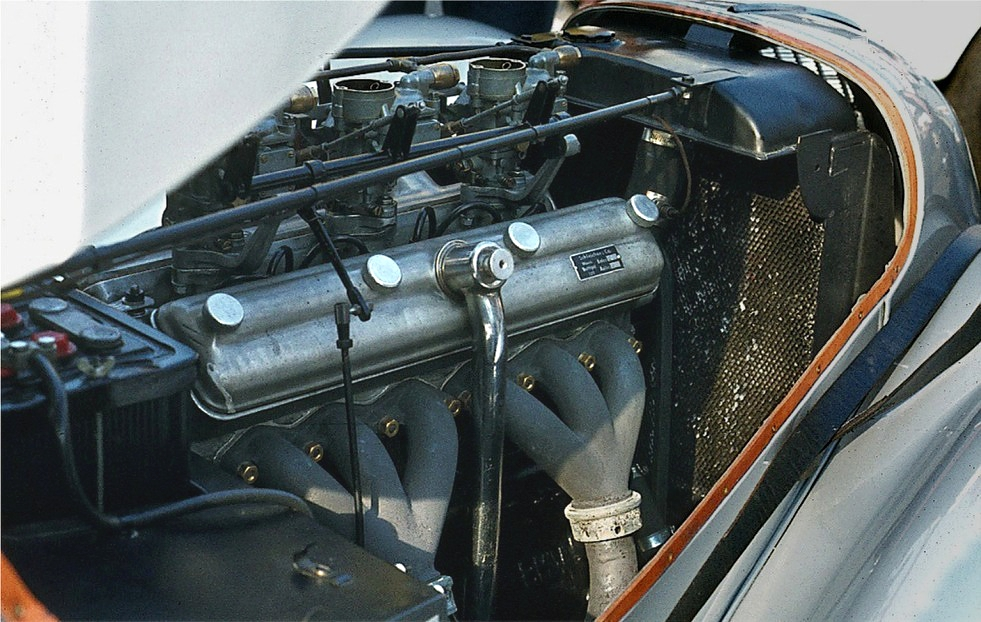
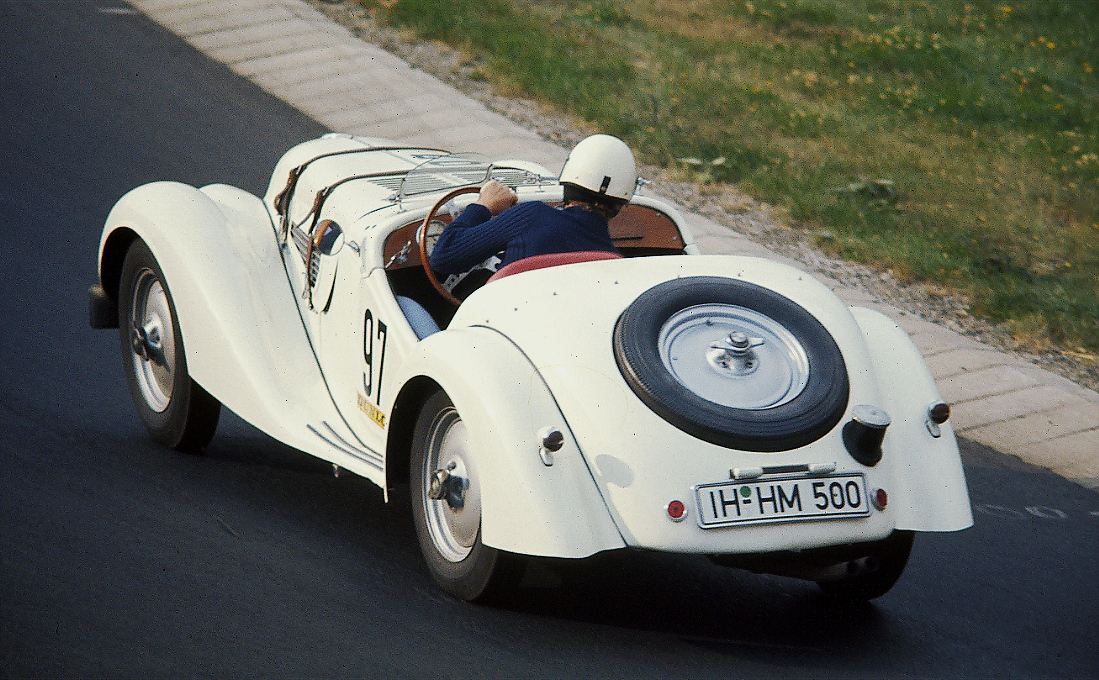

## المواصفات
| المواصفة         | القيمة                                                                     |
| ---------------- | -------------------------------------------------------------------------- |
| المحرك           | 6 أسطوانات مستقيم مع صمامات علوية (رأس أسطوانة من سبائك خفيفة)             |
| السعة            | 1971 سم³ (1.971 لتر؛ 120.3 بوصة مكعبة)                                     |
| القطر × الشوط    | 66 مم (2.6 بوصة) × 96 مم (3.8 بوصة)                                        |
| نسبة الضغط       | 7.5:1                                                                      |
| تغذية الوقود     | 3× كربراتير سولكس 30 JF ذات التدفق السفلي                                  |
| القوة            | 80 حصان (59 كيلو واط؛ 79 حصان) @ 5000 دورة في الدقيقة                      |
| مجموعة الصمامات  | Pushrod صمامات علوية، عمود كام جانبي مدفوع بسلسلة مزدوجة                   |
| سعة الوقود       | 50 لتر (13 جالون أمريكي؛ 11 جالون إمبراطوري) (إذا لزم الأمر، يمكن 100 لتر) |
| التبريد          | مضخة (7.5 لتر ماء)                                                         |
| ناقل الحركة      | يدوي 4 سرعات                                                               |
| الشاسيه          | هيكل من الألومنيوم وإطار سلالم من الصلب                                    |
| التعليق الأمامي  | مستقل مع نوابض ورقية عرضية                                                 |
| التعليق الخلفي   | محاور حية مع نوابض ورقية                                                   |
| امتصاص الصدمات   | ممتصات صدمات هيدروليكية                                                    |
| المكابح          | مكابح درام هيدروليكية قطرها 280 مم (11 بوصة)                               |
| قاعدة العجلات    | 2400 مم (94 بوصة)                                                          |
| عرض العجلات      | 1153 مم (45.4 بوصة)/1220 مم (48 بوصة)                                      |
| الأبعاد الخارجية | 3900 مم (150 بوصة) × 1550 مم (61 بوصة) × 1400 مم (55 بوصة)                 |
| الإطارات         | 5.25 أو 5.50–16                                                            |
| الوزن الفارغ     | 830 كجم (1830 رطل)                                                         |
| السرعة القصوى    | 150 كم/س (93 ميل/س)                                                        |

## جوائز
في عام 1999، تم اختيار سيارة بي إم دبليو 328 كإحدى الـ 25 سيارة النهائية لجائزة "سيارة القرن" من قبل لجنة عالمية من الصحفيين المتخصصين في صناعة السيارات.

## الإنتاج
بعد الحرب العالمية الثانية، نقل مصنع السيارات إلى مدينة آيزيناخ، الذي كان يُنتج سيارة 328، يقع المصنع ضمن المنطقة التي كانت تحت الاحتلال السوفيتي. وعلى مدار تلك الفترة، كانت صناعة السيارات في آيزيناخ تخضع لإدارة وتنظيم من قبل الدولة، واستمر هذا الوضع حتى إعادة توحيد ألمانيا في عام 1989.